# كارل ألبيرت بربوس
كارل ألبيرت بربوس (1851-1941) (بالإنجليزية: Carl Albert Purpus)‏ هو عالم نبات ألماني.